# Jasmuheen

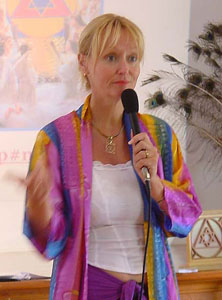
Jasmuheen

Jasmuheen (geboren als Ellen Greve, 1957) is een Noors-Australische esoterica. Ze is vooral bekend vanwege haar onderzoeksproject, breatharianism, in de periode tussen 1994 en 2000 waarmee ze probeerde aan te tonen dat je zonder eten en eventueel drinken zou kunnen leven. Ze beweert te kunnen leven zonder de consumptie van voedsel of water, maar heeft deze vaardigheid niet kunnen aantonen onder observatie.
De wetenschap wijst haar standpunten met klem af, en die standpunten zijn ook in strijd met wat algemeen als gezond verstand wordt aanvaard.
Jasmuheen is in 1957 geboren in Australië uit Noorse immigranten. Ze beschouwt zich als een artiest en concentreert zich op de metafysica. Ze heeft circa 18 boeken geschreven waarvan sommige in veel talen beschikbaar zijn; enkele titels zijn:
- In Resonance
- Pranic Nourishment - Living on Light
- Our Camelot - The Game of Divine Alchemy
- Ambassadors Of Light - Living on Light
- Our Camelot - Our Progeny - the X-re-Generation
- Dancing With My Dow - Media Mania; Mastery & Mirth
- Cruising Into Paradise
- Divine Radiance: On The Road With The Masters Of Magic
- Four Body Fitness: Biofields & Bliss

Verder heeft ze een aantal cd's gemaakt, onder andere met geleide meditaties.
Ze heeft uitgebreid 'onderzoek' gedaan naar het leven van prana. Ze is veel op reis om haar "boodschap" te verkondigen. Het belangrijkste voor haar is thans het bevorderen dat mensen op de aarde zich gezond kunnen voeden, goed kunnen wonen, in vrede leven en een holistische opvoeding kunnen krijgen.
Puntsgewijs samengevat staat ze onder andere voor:
- ontwapening vanwege de gevolgen en de enorme hoeveelheid geld dat ermee gemoeid is.
- het stoppen met de vele "verboden" zoals drugs gezien de grote sommen geld dat ten koste van velen in de verkeerde zakken terechtkomt en de bijbehorende criminaliteit. Bij de drugs alcohol en nicotine komt veel minder geld terecht bij de criminele elite.
- het kwijtschelden van de schulden van de derdewereldlanden.
- het bevorderen van een holistische opvoeding/onderwijs.
- het verbruik farmaceutische middelen zéér drastisch verminderen door onder andere een positieve levensstijl.
- vegetarisme uit respect voor het dier en gezien de grote hoeveelheden voedsel die nodig zijn voor slachtdieren en de belasting van het milieu door het houden van vee.
- het volgen van een "onkreukbare" levensstijl. Volgens haar ook erg praktisch want je hoeft je leugens niet meer te onthouden.
- vrede bevorderen met haar "The Madonna Frequency: Planetary Peace Program".